# Stolpboerderij (Zuid-Scharwoude)

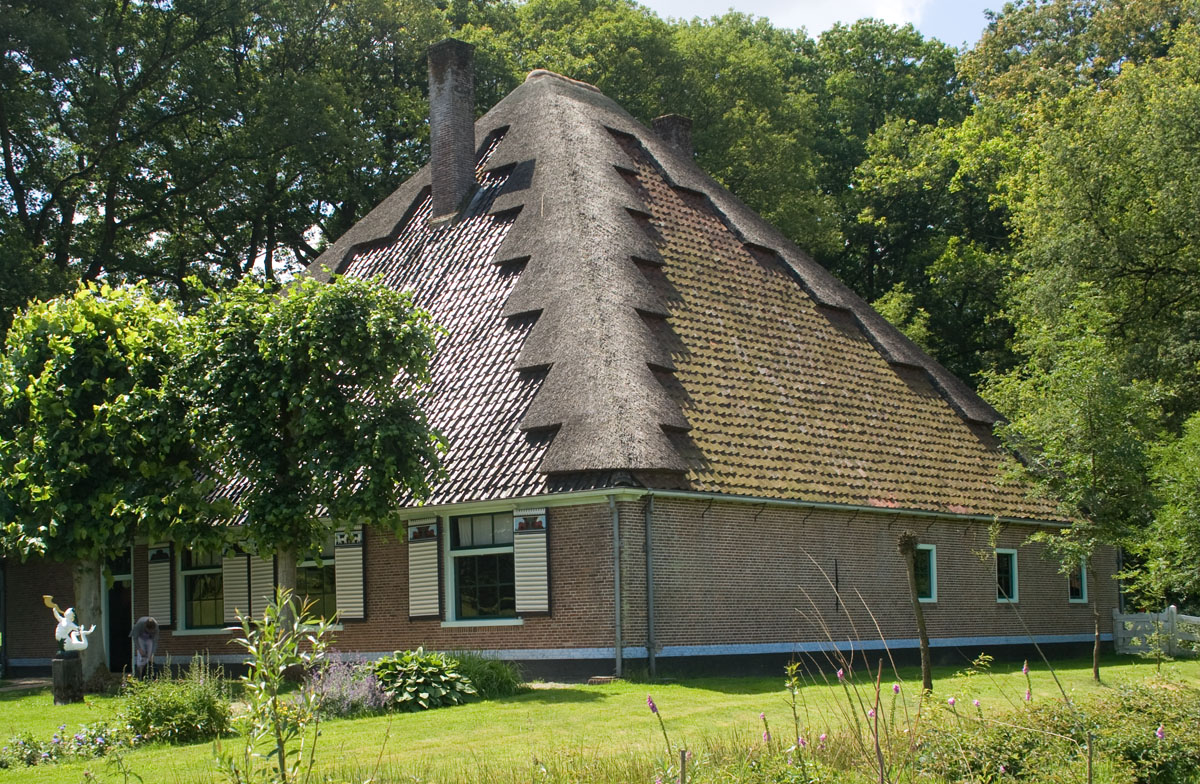
De boerderij in het Nederlands Openluchtmuseum

De stolpboerderij uit het Noord-Hollandse dorp Zuid-Scharwoude is een voormalige stolpboerderij die sinds 1950 te bezichtigen is in het Nederlands Openluchtmuseum in Arnhem.

## Geschiedenis
De boerderij werd rond 1745 gebouwd aan de Dorpsstraat te Zuid-Scharwoude. In 1948 was er sprake van sloop. Het gebouw na aankoop gedemonteerd en verplaatst naar het Openluchtmuseum. Tussen 1948 en 1950 werd het daar op het museumterrein herbouwd. In de aangetroffen toestand was de inpandige stal deels dichtgebouwd. Bij de herbouw werd de stal weer volledig dichtgetrokken. De bijbehorende plee en schuur werden niet herbouwd.
In 2010 is er alsnog een plee afkomstig uit Groet op het erf bij de boerderij geplaatst.